# Acanthostichus skwarrae
Acanthostichus skwarrae é uma espécie de inseto do gênero Acanthostichus, pertencente à família Formicidae.